# Карлос Куадрас
Карлос Куадрас (ісп. Carlos Cuadras, 24 серпня 1988, Гуамучіль, Сіналоа) — мексиканський професійний боксер, чемпіон світу (2014—2016) та «тимчасовий» чемпіон (2023) за версією WBC в другій найлегшій вазі.

## Аматорська кар'єра
На Панамериканських іграх 2007 завоював золоту медаль. На чемпіонаті світу 2007 програв у другому бою Джозефу Мюррею (Англія).

## Професіональна кар'єра
31 травня 2008 року дебютував на професійному рингу. Впродовж 2008—2013 років здобув 29 перемог поспіль.
31 травня 2014 року вийшов на бій проти чемпіона світу за версією WBC у другій найлегшій вазі Срісакет Сор Рунгвісаі (Таїланд) і здобув перемогу технічним одностайним рішенням у восьмому раунді після зіткнення головами суперників. Провів шість вдалих захистів титулу, а 10 вересня 2016 року програв одностайним рішенням Роману Гонсалесу (Нікарагуа).
9 вересня 2017 року зазнав другої в кар'єрі поразки за очками від співвітчизника Хуана Франсіско Естрада.
24 лютого 2018 року в бою за вакантний титул WBC Silver у другій найлегшій вазі програв рішенням більшості Маквільямсу Арройо (Пуерто-Рико).
Здобувши три перемоги, 23 жовтня 2020 року вдруге вийшов проти чемпіона світу за версією WBC Хуана Франсіско Естрада і знов програв йому технічним нокаутом в одинадцятому раунді.
5 лютого 2022 року в бою за вакантний титул чемпіона світу за версією WBC у другій найлегшій вазі зустрівся з Джессі Родрігесом (США) і зазнав п'ятої поразки.
17 листопада 2023 року в бою проти Педро Гевара (Мексика) розділеним рішенням завоював вакантний титул «тимчасового» чемпіона світу за версією WBC у другій найлегшій вазі.